# Corts de Barcelona (1626)
Les Corts de Barcelona de 1626 van ser presidides pel rei Felip III d'Aragó. Era president de la Generalitat en Francesc Morillo. Aquestes Corts varen quedar interrompudes i les següents, el 1632, varen tenir l'efecte de conclusió d'aquestes.
Eren les primeres (i úniques, si entenem les de 1632 com a continuació) de Felip IV de Castella que, com el seu pare Felip III dilatava cada cop més els compromisos institucionals amb Catalunya. El rei va jurar les constitucions catalanes, cosa que no havia fet des del seu nomenament el 1621. D'aquesta forma va poder substituir en Joan Sentís i Sunyer que, fins a aquell moment, havia estat virrei interí, en haver estat rebutjat pels catalans l'anterior virrei, Afán de Ribera, quan el rei pretenia delegar el seu jurament en ell.
El rei va venir acompanyat del seu valido el comte duc d'Olivares que considerava que l'autoritat i la reputació de la Monarquia Hispànica s'havia deteriorat i, per tant, proposava un pla de reformes encaminades a reforçar el poder reial i la unitat dels territoris que regnava, amb vistes a un millor aprofitament dels recursos al servei de la política exterior, especialment la Unió d'Armes. En síntesi la Unió d'Armes era una aportació obligatoria d'homes i diners per part dels diferents regnes en favor de la corona hispànica.
Els mesos anteriors a aquestes corts s'havien realitzat les Corts Valencianes i les Corts d'Aragó i en totes dues el pla de la Unió d'Armes d'Olivares havia estat rebutjat. Després de vint-i-set anys sense corts, Felip IV pretenia demanar un servei d'una magnitud sense precedents. A més, en aquests anys sense corts, la repressió dels virreis a costa de la persecució del bandolerisme havia estat intensa i alguns dels nobles presents a les corts havien perdut el seu castell enderrocat per ordre d'Alburquerque o Alcalà.
A les corts es tractaven els "temes del Principat" i els "temes del rei", per aquest ordre. Després de vint-i-set anys sense poder legislar ni tenir oportunitat per a presentar greuges o dissentiments per part dels diputats la llista era infinita. Per altra banda, tant al rei com al comte el procediment de les corts catalanes li semblava lent i amb massa capacitat de bloqueig per part dels braços.
Quan portaven més d'un mes només per a la presentació, discussió i aprovació dels dissentiments, el rei va fixar un termini d'una setmana per a acabar amb aquest punt i passar a tractar els temes seus, és a dir, el pla de la Unió d'Armes.
Felip IV tractava d'aconseguir el pla d'Olivares que suposava uns 16.000 homes, però també intentava aconseguir un excusat que el braç eclesiàstic es negava a pagar i insistia en la imposició del quint. En total un subsidi de 250.000 lliures anuals, per un període de 15 anys. Però el temps passava i el rei va decidir marxar precipitadament.
Aquestes corts i la seva interrupció varen fixar una conflictivitat en les relacions entre la monarquia i Catalunya, portant al fracàs els proposits que les havien inspirat.